# Matthias Lehmann
Matthias Lehmann (* 28. Mai 1983 in Ulm) ist ein ehemaliger deutscher Fußballspieler, der zuletzt beim 1. FC Köln unter Vertrag stand. Er spielte vornehmlich als zentraler defensiver Mittelfeldspieler und zeichnete sich durch gutes Zweikampfverhalten aus.

## Karriere

### Vereine
Lehmann begann mit dem Fußballspielen im Alter von vier Jahren bei den Bambini des VfL Ulm/Neu-Ulm und wurde achtjährig vom Stadtrivalen SSV Ulm 1846 verpflichtet, bei dem er die Altersklassen bis einschließlich der A-Jugend durchlief.
Sein Zweitliga-Debüt gab er am 17. März 2001 (26. Spieltag). Sein erstes Bundesliga-Spiel war am 1. November 2003.
Laut Kicker-Sportmagazin war er in der Saison 2004/05 – beim Bundesligaabsteiger TSV 1860 München – der beste defensive Mittelfeldspieler und mit 22 Jahren der jüngste Mannschaftskapitän in der Geschichte des Vereins. Er konnte dann aber in der Saison 2005/06 nicht mehr an seine früheren Leistungen anknüpfen. Am 19. Juli 2006 wechselte Lehmann zum Bundesligaaufsteiger Alemannia Aachen. Dort entwickelte sich „Matze“, wie er genannt wurde, zum Leistungsträger und Stammspieler im defensiven Mittelfeld.
Alemannia Aachen verlängerte seinen zum Saisonende 2008/09 auslaufenden Vertrag nicht; worauf er zur Saison 2009/10 zum FC St. Pauli wechselte, bei dem er einen Zweijahresvertrag erhielt, den er im Dezember 2010 vorzeitig bis 2013 verlängerte.
Am 12. Februar 2011 (22. Spieltag), beim 3:1-Sieg im Heimspiel gegen Borussia Mönchengladbach, sorgte er für Aufsehen, als er und Mönchengladbachs Igor de Camargo sich leicht mit den Köpfen berührten. Lehmann ließ sich fallen und suggerierte dem Schiedsrichter somit einen Kopfstoß von de Camargo, der vom Schiedsrichter auch die Rote Karte gezeigt bekam. In einem Interview nach dem Spiel sagte Lehmann über die betreffende Szene: „De Camargo hat mich berührt, ganz klar. Natürlich bleibe ich nicht stehen. Ich wäre dumm, wenn ich so ein Geschenk nicht annehmen würde“.
Zur Saison 2011/12 wechselte Lehmann zu Eintracht Frankfurt und unterschrieb dort einen Dreijahresvertrag. Zunächst hatte er unter Trainer Armin Veh einen Stammplatz, verlor diesen jedoch nach einigen Spieltagen.
Zur Saison 2012/13 verpflichtete ihn der Zweitligist 1. FC Köln. Im Gegenzug wechselte Martin Lanig nach Frankfurt. In Köln traf er auf Holger Stanislawski, der ihn bereits beim FC St. Pauli trainiert hatte.
Zur Bundesliga-Saison 2015/16 machte FC-Trainer Peter Stöger Lehmann zum Mannschaftskapitän. Im Januar 2017 wurde sein Vertrag bis zum Ende der Saison 2017/18 verlängert.
Über die Saison 2018/2019 hinaus verlängerte Lehmann seinen Vertrag beim 1. FC Köln, für den er 165 Erst- und Zweitligaspiele bestritt, nicht erneut und beendete seine Karriere.

### Nationalmannschaft
Lehmann absolvierte mit vierzehn Jahren seine ersten Länderspiele in der U15-Nationalmannschaft, für die er in neun Länderspielen zwei Tore erzielte. Später bestritt er sowohl für die U16- als auch für die U17-Auswahl insgesamt 20 Spiele, in denen ihm ein Tor gelang. In weiteren neun Spielen in der U19-Nationalmannschaft folgten 17 Einsätze in der U20-Auswahlmannschaft. Mit der U21-Nationalmannschaft, in der er am 17. August 2004 beim 2:0-Sieg gegen die Auswahl Litauens in Celle debütierte, qualifizierte er sich für die EM-Endrunde 2006 in Portugal.

## Erfolge
FC St. Pauli
- Aufstieg in die Bundesliga: 2010

1. FC Köln
- Meister der 2. Bundesliga und Aufstieg in die Bundesliga: 2014, 2019